# Знаменосец (село)
Знаменосец (болг. Знаменосец) — село в Болгарии. Находится в Старозагорской области, входит в общину Раднево. Население составляет 611 человек.

## Политическая ситуация
В местном кметстве Знаменосец, в состав которого входит Знаменосец, должность кмета (старосты) исполняет Иван Николов Даев (Объединённый блок труда (ОБТ)) по результатам выборов.
Кмет (мэр) общины Раднево — Нончо Драгиев Воденичаров (инициативный комитет) по результатам выборов.